# Chiesa di San Michele Arcangelo (Caselle di Altivole)
La chiesa arcipretale di San Michele Arcangelo è la parrocchiale di Caselle, frazione di Altivole, in provincia e diocesi di Treviso; fa parte del vicariato di Castello di Godego

## Storia e descrizione

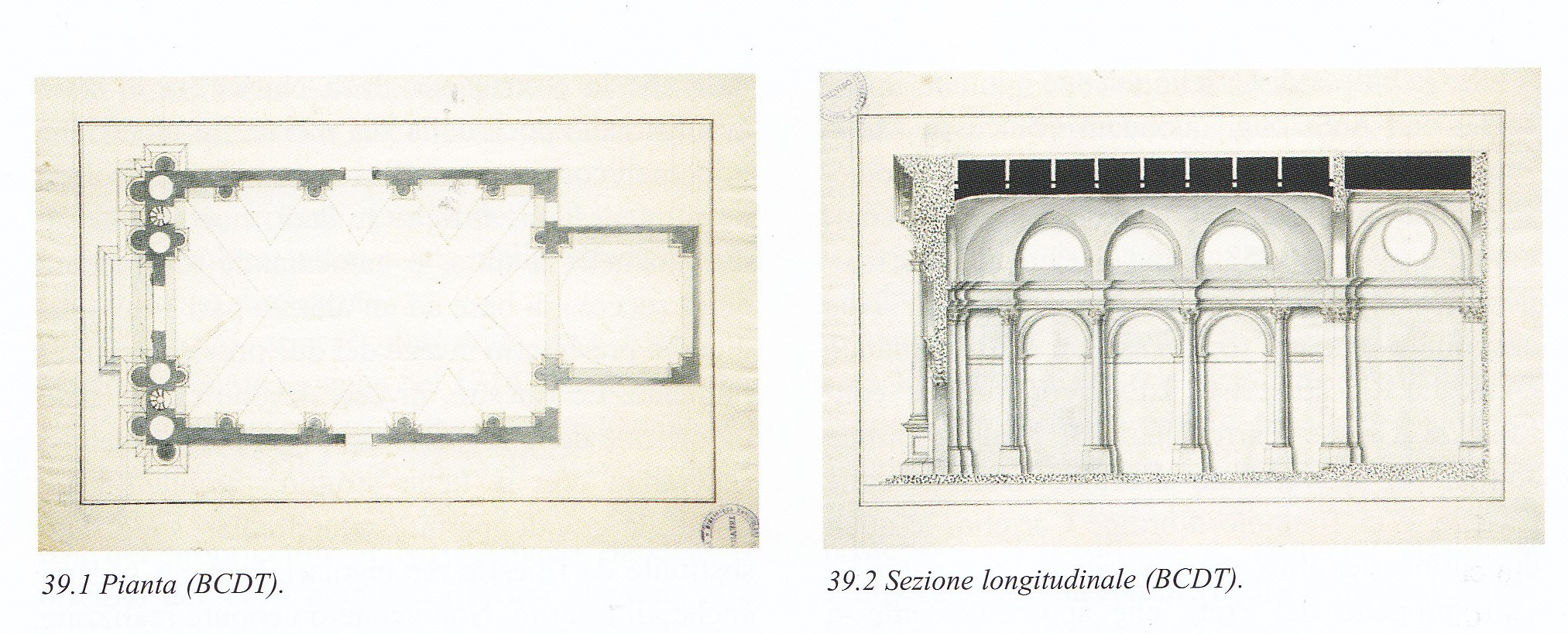
Il progetto

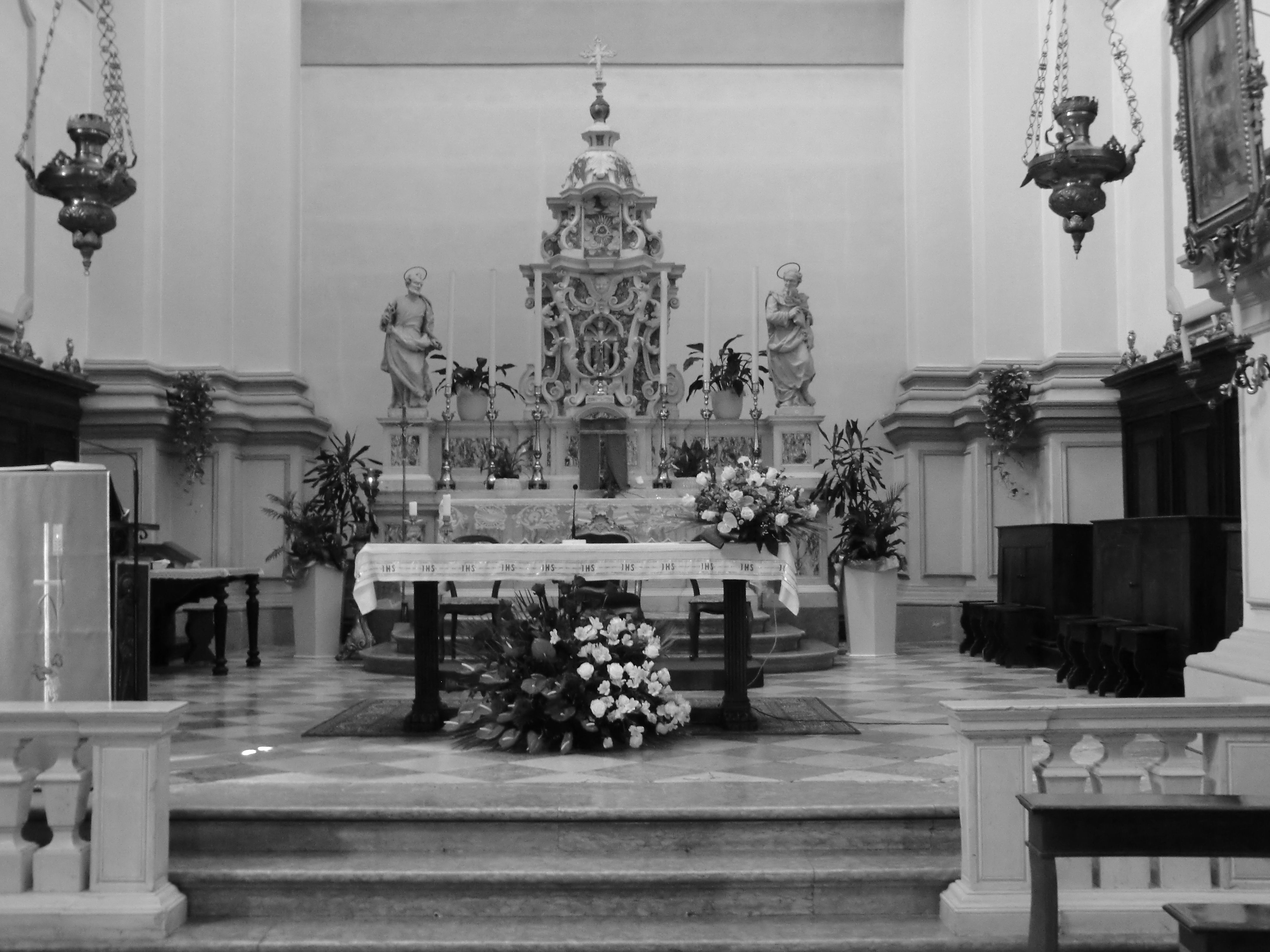
L'altare maggiore

La chiesa di Caselle venne edificata su progetto di Francesco Maria Preti di Castelfranco Veneto. La costruzione ebbe inizio nel 1757 e compimento solo nel 1853, come si riporta l'iscrizione posta sopra l'entrata laterale di sinistra:
La chiesa, infatti, non era ancora stata terminata nel 1780, quando Giordano Riccati scrisse:
(Prefazione a cura di Giordano Riccati ad Elementi di Architettura di Francesco Maria Preti.)
Il progetto del Preti, che apparentemente si richiama alla vicina chiesa di Vallà, in realtà contiene alcune interessanti varianti, pur presentando tutti gli elementi tipologici della sua architettura. Nel disegno originario, conservato alla Biblioteca capitolare di Treviso, l'interno presenta un'aula rettangolare, con rapporto 3 a 2, cioè in quinta, ed un presbiterio quadrato. L'altezza è media proporzionale armonica. Alle pareti, 4 semicolonne corinzie distanti tra loro 12 moduli, contenenti 3 archi senza serraglia con larghezza di 10 moduli; alle estremità 2 intercolunni architravati di 6 moduli. L'ordine secondario è tuscanico e non vi è trabeazione, sostituita da una cornice di altezza pari a 4 moduli come una trabeazione e la curvatura della volta nasce da piccole paraste in aggetto appoggiate sulle colonne e di altezza pari a quella di un fregio, tanto da far supporre che il progetto del Preti fosse stato modificato fino ad interrompere la trabeazione con l'innalzamento delle colonne fino all'inizio della volta. Le semicolonne poggiano su un dado alto due moduli, al di sotto del quale uno zoccolo continuo, alto quanto i due gradini del presbiterio, assume la funzione di regolone. Il Preti aveva immaginato una chiesa luminosissima, avendo previsto sei finestre semicircolari per parte, larghe quanto gli intercolunni, e due grandi oculi, uno per parte, nel presbiterio. Il progetto non corrisponde esattamente a quanto in effetti costruito, ma è presumibile che le modifiche siano state apportate dallo stesso Preti, dato che la costruzione della chiesa era in stato avanzato all'epoca della sua morte. Le modifiche principali consistono nell'aver posto le semicolonne su piedestalli, anziché su dadi, cioè alzando di due diametri il tutto, e aumentando lo spessore dello zoccolo di base ad un'altezza pari ai tre gradini del presbiterio invece dei due previsti originariamente. Le finestre, invece, devono essere state modificate dopo la morte del Preti e sostituite da finestre rettangolari. Non vennero neppure realizzate le due scalette interne a chiocciola previste dal Preti ai lati dell'ingresso principale. La facciata originaria del Preti prevedeva 4 semicolonne doriche con piedestallo ed intercolunni di 3-12-3 moduli, cioè in doppia ottava, oltre a due semicolonne laterali, una per parte. Il prospetto attuale presenta 4 semicolonne ioniche con piedestallo ed intercolunni di 6-10-6 moduli, un frontone triangolare modiglionato, con un oculo al centro. La presenza dell'oculo denota una costruzione tarda, poiché esso non è mai presente nei disegni del Preti. Infatti, la costruzione della facciata attuale risale, come detto, al 1853. Cinque gradini (il Preti ne aveva previsti tre) portano all'interno, attraverso un ingresso con frontespizio arcuato. La chiesa ha, oltre l'altare maggiore, quattro altari laterali, del tutto simili a quelli del duomo di Castelfranco Veneto e della chiesa parrocchiale di Vallà.
Nel 1793 venne dipinto da Giambattista Canal il grande affresco della volta della navata, raffigurante San Michele in lotta con gli angeli ribelli.

## Descrizione

### Campanile
Alla sinistra della chiesa si eleva la torre campanaria, costruita nel XIX secolo e alta 42 metri circa. All'interno della cella, che si apre verso l'esterno con una bifora su ciascun lato, vi è un concerto di cinque campane:
|                 | Nome            | Peso    | Fonditore                            | Anno | Iscrizione | Raffigurazioni sul bronzo                                                            |
| --------------- | --------------- | ------- | ------------------------------------ | ---- | --- | ------------------------------------------------------------------------------------ |
| Campana piccola | Michelina       | 538 kg  | Fonderia Luigi Cavadini e figlio     | 1908 | Laudo Deum verum – Plebem voco. | San Michele Arcangelo, Sant'Antonio, San Marco Evangelista, San Giovanni Evangelista |
| Campana II      | Apollonia       | 650 kg  | Ditta Pietro Colbacchini fu Giovanni | 1920 | Sit nomen Domini benedictum. – Aurora coelum purpurat – Aeter resultet laudibus. Exaltare super coelos Deus et in omnem terram gloria tua. Laudo Deum verum. Plebem voco - Convoco clerum. | Gesù Crocifisso, Maria Immacolata, Sant'Isidoro, corone di rose, teste di leone      |
| Campana III     | Barbara-Eurosia | 850 kg  | Fonderia Luigi Cavadini e figlio     | 1908 | Nimbum fugo – festaque honoro. | Santa Barbara, Santa Eurosia, San Luigi, San Francesco, fregi e corone di fiori      |
| Campana grande  | Maria           | 1250 kg | Fonderia Luigi Cavadini e figlio     | 1908 | Soli Deo Honor et gloria – Minimuntum pietatis Vicanorum de Casellis. | Vergine Maria, Gesù Crocifisso, figure varie con fregi, foglie, vasi e fiori         |
| Campanella      |                 |         | Fonderia Luigi Cavadini e figlio     | 1908 | | Vergine Addolorata, San Sebastiano, Sant'Agostino, figura con fiaccola               |

### Organo a canne

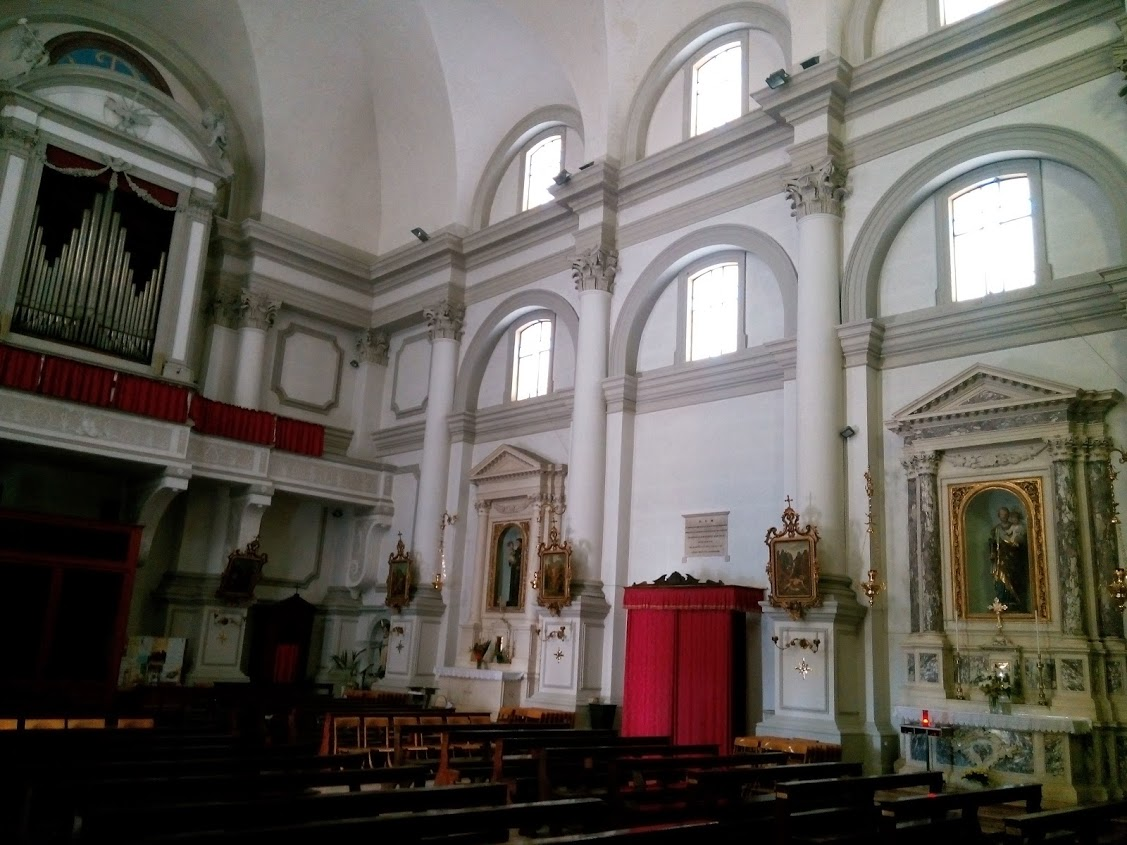
Interno e organo a canne

Sulla cantoria in controfacciata si trova l'organo a canne, costruito dall'organaro don Antonio Barbini per la chiesa di Santa Maria dei Servi in Venezia nel 1758 e trasferito in quella di Caselle nel 1812 dall'organaro Giuseppe Bazzani; nel corso dei secoli ha subito una serie di modifiche.
Il materiale fonico è racchiuso all'interno della cassa lignea barocca con decorazioni ad intaglio di fattura architettonica. Il prospetto è costituito da due lesene corinzie alle estremità, sormontate da un timpano semicircolare contenente una scultura raffigurante la Colomba dello Spirito Santo e sormontato da due Angeli musicanti. La mostra si compone di 21 canne di principale disposte in cuspide unica con ali laterali, con bocche a scudo allineate orizzontalmente.
L'organo è a sistema di trasmissione integralmente meccanico e dispone di 21 registri. La consolle è a finestra e si apre nella parete anteriore della cassa, al di sotto della mostra. Essa dispone di un'unica tastiera e pedaliera dritta; alla destra del manuale, la registriera, con i pomelli posti in due colonne verticali.